# Lešetice
Lešetice (en allemand : Leschettiz) est une commune du district de Příbram, dans la région de Bohême-Centrale, en République tchèque. Sa population s'élevait à 192 habitants en 2020.

## Géographie
Lešetice se trouve à 5 km au sud de Příbram et à 57 km au sud-ouest de Prague.
La commune est limitée par Příbram à l'ouest et au nord, par Milín à l'est et par Lazsko au sud et au sud-ouest.

## Histoire
La première mention écrite de la localité date de 1349.

## Transports
Par la route, Lešetice se trouve à 6 km de Příbram et à 65 km de Prague.